# Аквил
Аквил (фр. Hacqueville) насеље је и општина у северној Француској у региону Горња Нормандија, у департману Ер која припада префектури Andelys.
По подацима из 2011. године у општини је живело 456 становника, а густина насељености је износила 46,48 становника/km². Општина се простире на површини од 9,81 km². Налази се на средњој надморској висини од 118 метара (максималној 151 m, а минималној 95 m).

## Демографија
| 1962. | 1968. | 1975. | 1982. | 1990. | 1999. | 2011. |
| ----- | ----- | ----- | ----- | ----- | ----- | ----- |
| 346   | 378   | 293   | 322   | 368   | 420   | 456   |

График промене броја становника у току последњих година